# Blanc-Sablon
Blanc-Sablon è un comune del Canada, situato nella provincia del Québec, nella regione di Côte-Nord.